# Évêque de Taunton
L'évêque de Taunton est un titre épiscopal utilisé par un évêque suffragant du diocèse de l'Église anglicane de Bath et de Wells, dans la province de Canterbury en Angleterre. Le titre a été créé pour la première fois en vertu du Suffragan Bishops Act 1534
est tire son nom de la ville de Taunton, le chef-lieu de comté du comté du Somerset.
Ruth Worsley été consacrée évêque de Taunton le 29 septembre 2015.

## Liste des évêques
| Évêque de Taunton | Évêque de Taunton | Évêque de Taunton | Évêque de Taunton                       |
| De                | Jusqu'à           | Titulaire         | Notes                                   |
| ----------------- | ----------------- | ----------------- | --------------------------------------- |
| 1538              | 1559              | William Finch     |                                         |
| 1559              | 1911              | en abeyance       | en abeyance                             |
| 1911              | 1931              | Charles de Salis  |                                         |
| 1931              | 1945              | George Hollis     |                                         |
| 1945              | 1955              | Harry Thomas      |                                         |
| 1955              | 1961              | Mark Hodson       | Translation à Hereford                  |
| 1962              | 1977              | Francis West      |                                         |
| 1977              | 1985              | Peter Nott        | Translation à Norwich                   |
| 1986              | 1992              | Nigel McCulloch   | Translation à Wakefield                 |
| 1992              | 1997              | Richard Lewis     | Translation à St Edmundsbury et Ipswich |
| 1997              | 1998              | Will Stewart      | Died in office                          |
| 1998              | 2006              | Andy Radford      | Died in office                          |
| 2006              | 2015              | Peter Maurice     | Retirer 30 avril 2015.                  |
| 29 septembre 2015 | présent           | Ruth Worsley      | [ 3 ]                                   |
| Source(s):        |                   |                   |                                         |